# Gnophos perstrigata
Gnophos perstrigata är en fjärilsart som beskrevs av Eugen Wehrli 1924. Gnophos perstrigata ingår i släktet Gnophos och familjen mätare. Inga underarter finns listade i Catalogue of Life.